# Трново (город, Республика Сербская)
Трново (босн. Trnovo, серб. Трново / Trnovo, хорв. Trnovo) — город в Республике Сербской в составе Боснии и Герцеговины. Центр одноимённой общины в Граде Источно-Сараево в регионе Источно-Сараево. Расположен к югу от центра Сараево.

## История
В 1992 году, во время Боснийской войны, неподалёку от города произошла резня в Ледичах.

## Население
Численность населения города по переписи 2013 года составляет 1018 человек, общины — 2192 человека.
Этнический состав населения города Трново по переписи 1991 года:
- боснийские мусульмане — 1.078 (51,35 %);
- сербы — 939 (44,73 %);
- хорваты — 14 (0,66 %);
- югославы — 46 (2,19 %);
- другие — 22 (1,04 %).

Всего: 2.099 чел.

## Достопримечательности
Храм Святого Великомученика Георгия, построен в 1886 году. 

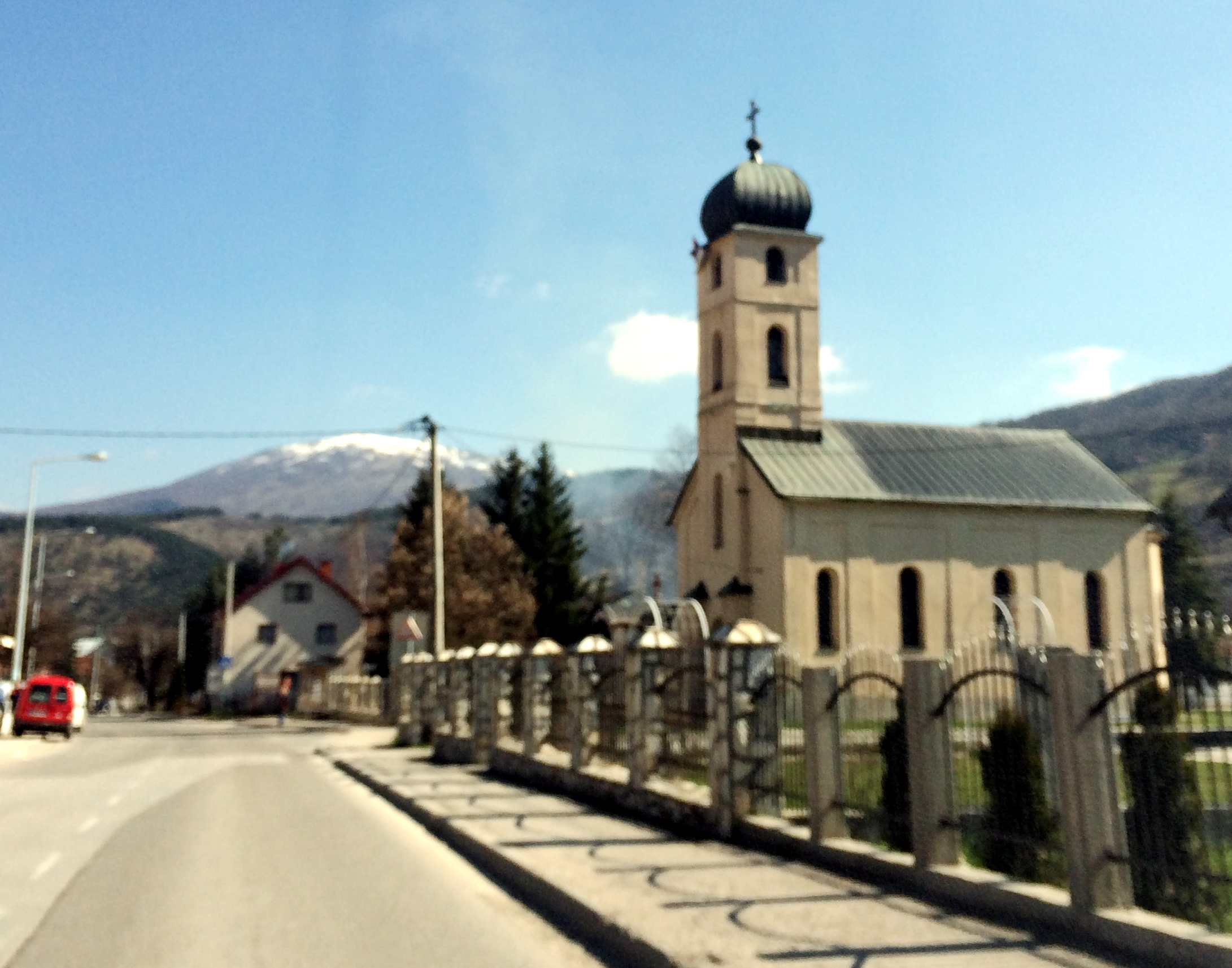